# Седловина

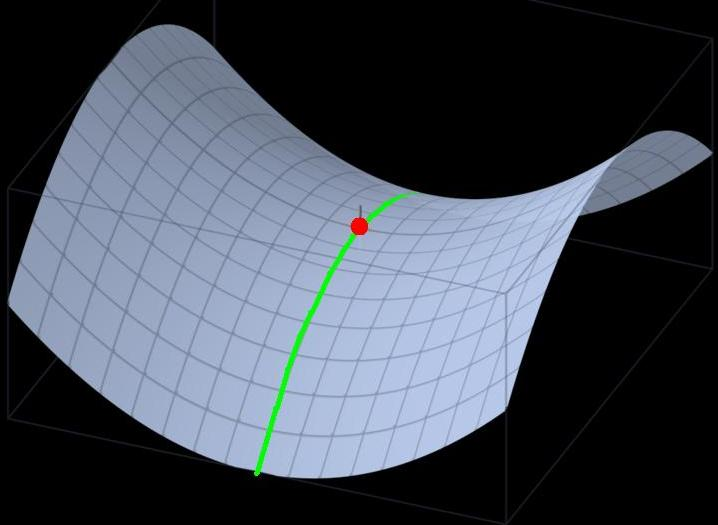
В модели рельефа седловина соответствует красной точке на горной гряде, а перевал - зелёной линии.

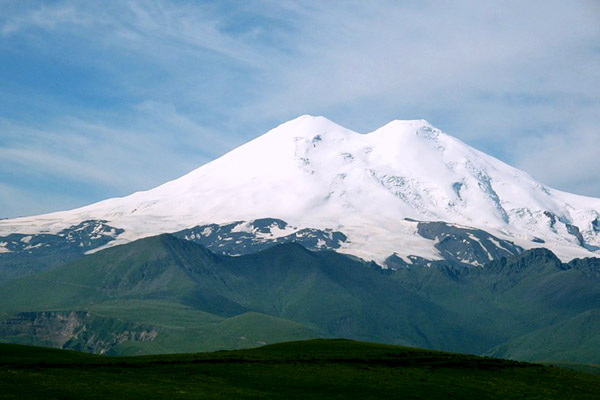
Западная и восточная вершины Эльбруса разделены глубокой седловиной.

В геоморфологии седловиной считается самая низкая точка на линии водораздела между двумя горными вершинами. 
Некоторые седловины удобны для пересечения горного хребта или перехода из одной речной долины в другую, тогда они используются как горные перевалы (перевальные седловины). В таком случае седловина будет соответствовать точке пересечения линии горного перевала с водоразделом. Сильно изрезанные и непроходимые седловины, как правило, не являются горными перевалами, однако иногда по ним проходят тропы мулов и альпинистские маршруты. Также отдельно выделяются горные проходы - наиболее глубокие седловины в горном хребте, вместе с прилегающими долинами образующие удобный для транспортного сообщения сквозной путь между горными массивами.

## Морфология

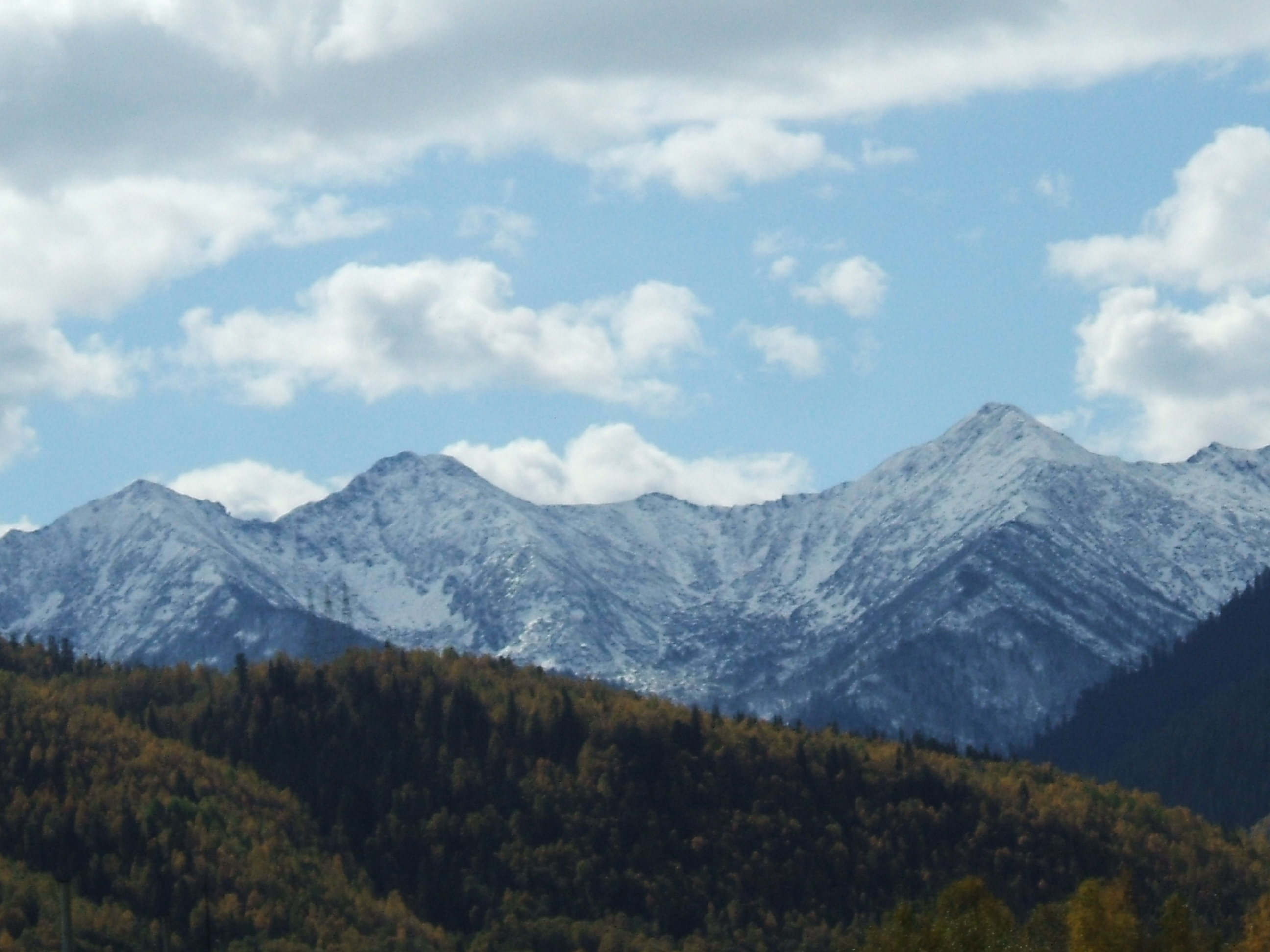
Чередование горных вершин и седловин на хребте Хамар-Дабан, Бурятия

Седловина располагается на линии водораздела между двумя горными вершинами. В районе седловины рельеф может иметь форму узкого ущелья или прохода, либо широкого распадка, слабо возвышающегося над прилегающими долинами. Зачастую, особенно в областях развития альпинотипного рельефа, седловина может располагаться на остроконечном гребне или арете. Множество двойных вершин разделены видимой седловиной, как например вершины горы Эльбрус на Кавказе.
По определению, седловины есть не только у самостоятельных гор, но и у любых горных вершин, в том числе и слабо выраженных. Например, у каждого жандарма (промежуточной вершины в горном хребте или на гребне) есть седловина, таким образом, у одной крупной горы может быть большое количество седловин. Высота вершины над самой высокой из прилегающих седловин является относительной высотой вершины, важной характеристикой, определяющей, считать ли её самостоятельной горой. Названия седловинам дают нечасто, в основном это случается в районах с развитым альпинистским туризмом, в то же время зачастую на именованных перевалах с сухопутными маршрутами седловины не имеют собственных имён. Однако значительная часть седловин не имеют названий, никогда не были пройдены или пересекались лишь в случае перехода через горный кряж.

## Происхождение

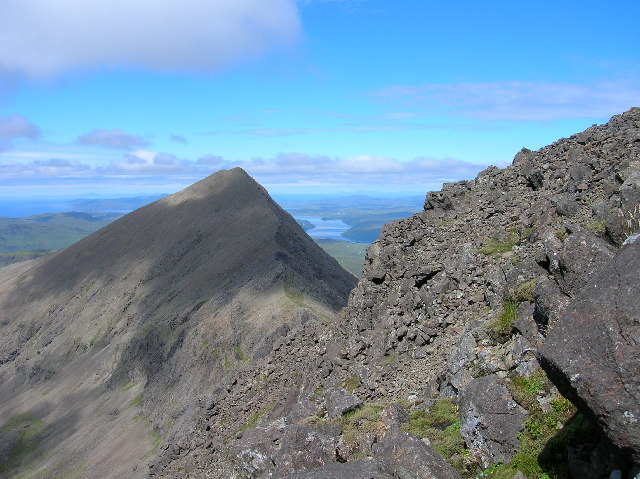
Седловина на хребте Куиллин в Великобритании

По генетической классификации Иогана Зельха различаются горные седловины первично-тектонического, речного, ледникового и смешанного происхождения.
Первично-тектонические седловины закладываются одновременно с формированием тектонической структуры горного хребта. Это могут быть мелкие понижения шарнира антиклинальной складки, слагающей водораздельный гребень хребта, либо поперечные разломы и грабены.
Седловины речного происхождения образуются при сближении или соединении верховий двух речных долин с разных сторон водораздела, и являются самым распространённым типом седловин в низкогорьях и среднегорьях. При этом водосборные воронки в истоках рек соприкасаются, образуя пониженный участок водораздельного гребня между ними, в некоторых случаях водораздельный гребень также разрушается эрозией, формируя пологий долинный водораздел. В случае более активного эрозионного врезания одной речной системы по сравнению с другой водораздел становится асимметричным и смещается в сторону от оси хребта, а все притоки в верховьях одной реки перехватываются другой рекой. В таком случае седловина будет представлять собой осушенный фрагмент долины одной из рек. Реже фрагменты древних речных долин при изменении русла и его последующем врезании сохраняются в виде изолированных фрагментов на низких седловинах горных отрогов.
Ледниковые седловины пользуются широким распространением в горах, в которых было развито или сохранилось четвертичное оледенение. Под действием ледников формируются троговые перевалы двух типов - нивально-экзарационные и экзарационные . Нивально-экзарационные троговые перевалы формируются долгое время при сближении двух растущих ледниковых цирков с разных сторон водораздела, при котором между ними формируется пониженный участок узкого крутого гребня. По мере расширения цирков водораздельный гребень между ними разрушается и сглаживается до тех пор, пока цирки не объединятся, формируя общую область фирнового питания в виде сквозной троговой долины и перемётный ледник. Экзарационные троговые перевалы формируются по уже существующим седловинам при перетекании по ним горно-покровных и покровных ледников на другую сторону горного хребта, и имеют форму крупной относительно широкой троговой долины.
Чаще всего седловины имеют смешанное происхождение, и в течение времени подвергались воздействию различных процессов. Кроме перечисленных, на морфологию седловин могут оказать влияние гравитационные, карстовые процессы, а также сбросы воды из запруженных озёр (спиллвей).

## Использование

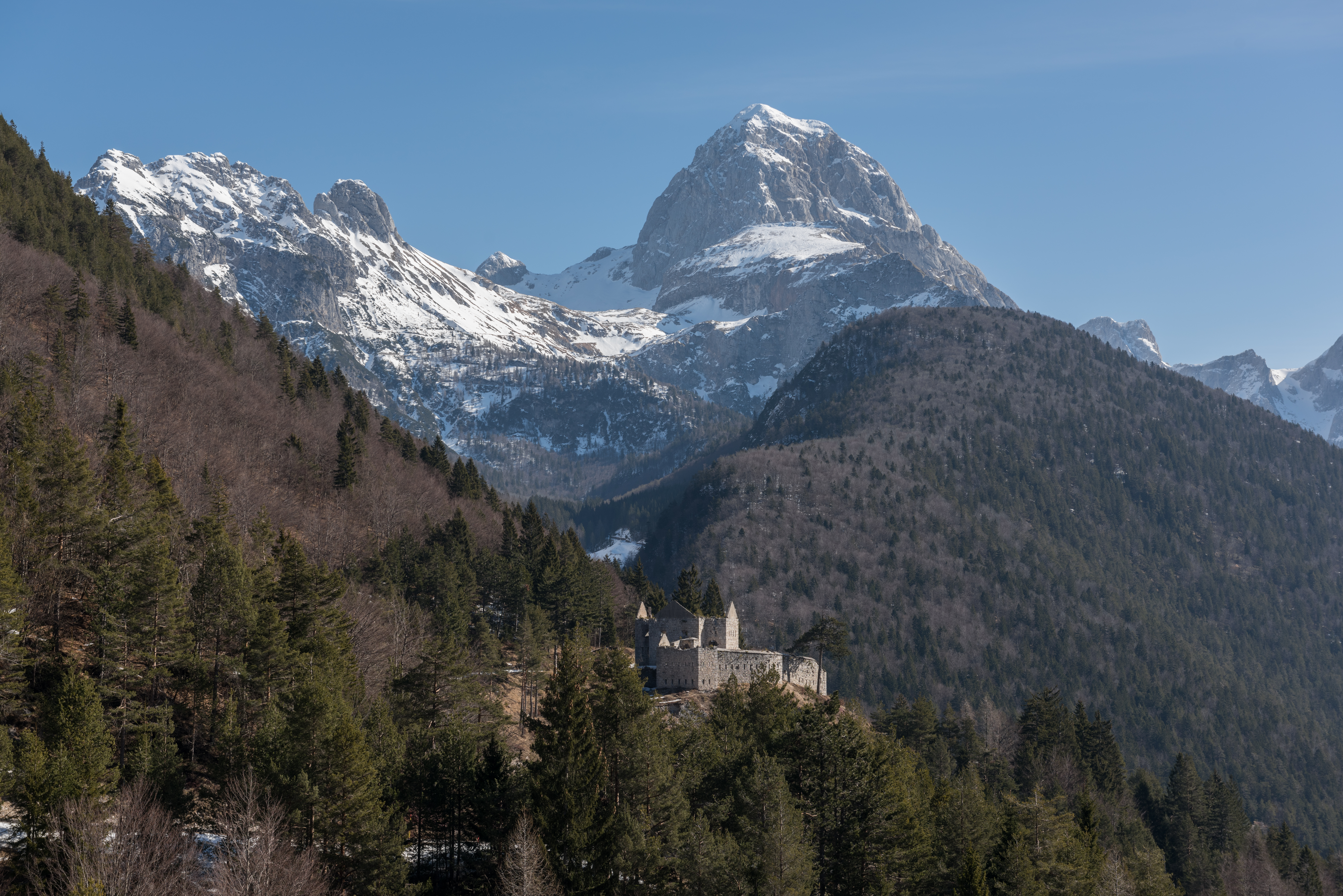
Форт на стратегически важном горном перевале, на границе Словении и Италии.

Через многие перевальные седловины проложены транспортные пути - автомобильные и железные дороги, реже трубопроводы. На пологих седловинах может развиваться сельское хозяйство (в высокогорье - только животноводство), располагаться небольшие населённые пункты.
Горные хребты являются естественными преградами, по которым часто проходят границы между различными странами или линии фронта в военное время. По этой причине доступные для транспорта перевальные седловины приобретают стратегическое значение как важные транспортные пути, пригодные для наступательных действий и переброски войск. Для контроля за ними с древних времён сооружались оборонительные пункты, такие как укреплённые поселения, форты, укреплённые районы.

## Известные седловины
- Южное седло между горами Эверест и Лхоцзе
- Седловина Лангкофель (Langkofelscharte) в массиве Лангкофель
- Копске седло между Высокими и Бельянскими Татрами
- Седловины на хребте Пойтерей горы Монблан
- Седловина Hohe Dachsteinscharte (2874 м [AA]) в горном массиве Дахштайн
- Седловины между пятью вершинами на высоте более 4000 м на хребте Teufelsgrat на Монблан-дю-Такюль

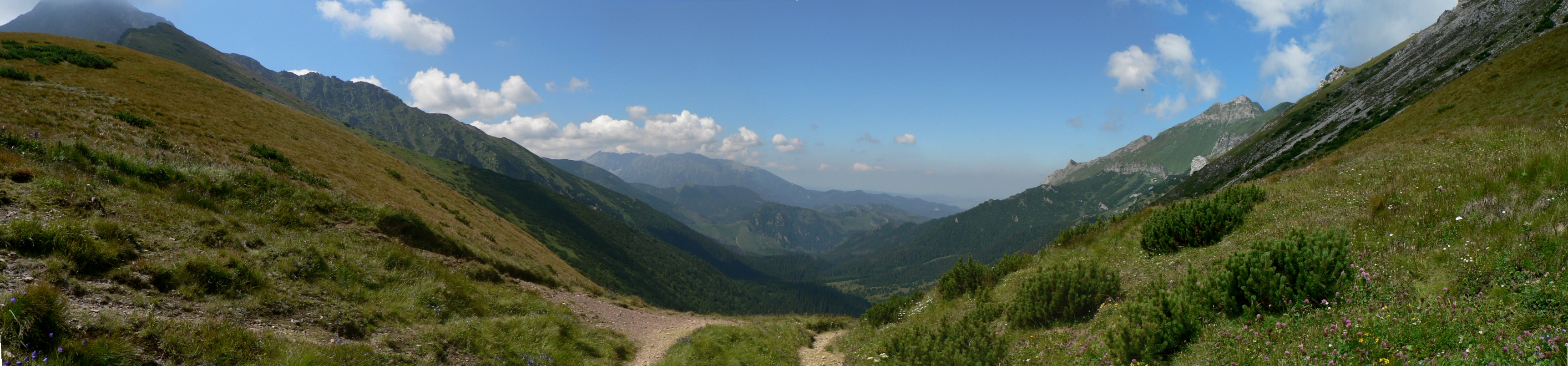
Копске седло, Словакия

- Седловина Бреш-де-Ролан, Пиренеи